# Daniele
Daniele  è un nome proprio di persona italiano maschile.

## Varianti
- Maschili: Danilo[1], Daniello
  - Ipocoristici: Dani, Danio, Dadi, Lele
- Femminili: Daniela, Daniella

### Varianti in altre lingue
- Armeno: Դանիէլ (Daniel, Taniel)[1]
- Basco: Danel[1]
- Bretone: Deniel[1]
- Bulgaro: Данаил (Danail)[1], Даниел (Daniel)
- Ceco: Daniel[1]
  - Ipocoristici: Dan[1]
- Croato: Daniel[1], Danijel[1], Danilo[1]
  - Ipocoristici: Danko[1]
- Danese: Daniel[1]
- Ebraico: דָּנִיֵּאל (Daniyyel)[1]
- Finlandese: Tanieli[1]
  - Ipocoristici: Tatu[1]
- Francese: Daniel[1]
- Greco biblico: Δανιηλ (Daniel)[1]
- Inglese: Daniel[1]
  - Ipocoristici: Danny[1], Dannie[1], Dan[1]
- Latino: Danihel[1]
- Lettone: Daniils
- Lituano: Danielius[1]
- Macedone: Даниел (Daniel)[1]
- Norvegese: Daniel[1]
- Olandese: Daniël[1]
  - Ipocoristici: Daan[1]
- Polacco: Daniel[1]
- Portoghese: Daniel[1], Danilo[1]
- Rumeno: Daniel[1]
  - Ipocoristici: Dan[1], Dănuț[1]
- Russo: Даниил (Daniil)[1]
- Sardo: Daniei, Danielli, Taniebi[senza fonte]
- Serbo: Данијел (Danijel)[1], Данило (Danilo)[1]
  - Ipocoristici: Данко (Danko)[1]
- Sloveno: Daniel[1], Danijel[1], Danilo[1]
- Spagnolo: Daniel[1], Danilo[1]
  - Ipocoristici: Dani[1], Dany
- Svedese: Daniel[1]
- Tedesco: Daniel[1]
- Ungherese: Dániel[1]
  - Ipocoristici: Dani[1]

## Origine e diffusione
Deriva dal nome ebraico דָּנִיֵּאל (Daniyyel) che, composto dalle radici dan ("giudice"), -i ("mio") ed El ("Dio"), può essere interpretato come "Dio è il mio giudice".
A proposito delle sue varianti, va detto che la forma "Daniello" era più tipica dell'onomastica antica (si potrebbe fare un paragone con "Raffaele"/"Raffaello", con l'alternanza del suffisso -ele/-ello), mentre la forma Danilo rappresenta una variante originariamente slava del nome. La variante Daniel, infine, è un recente prestito dell'onomastica inglese. L'ipocoristico serbo e croato Danko, inoltre, è condiviso con il nome Gordan.
È un nome di tradizione biblica, portato dal profeta Daniele, autore dell'omonimo libro dell'Antico Testamento, e inoltre Daniele è anche un angelo menzionato nell'apocrifo Libro di Enoch. Nell'Inghilterra medievale il nome si diffuse - nella forma Daniel - proprio grazie alla figura del profeta; verso il XV secolo il suo uso era molto diminuito, ma venne riportato in voga dai Puritani con la Riforma protestante; negli Stati Uniti rimase ininterrottamente fra i quindici nomi maschili più usati dal 1972 al 2008.

## Onomastico

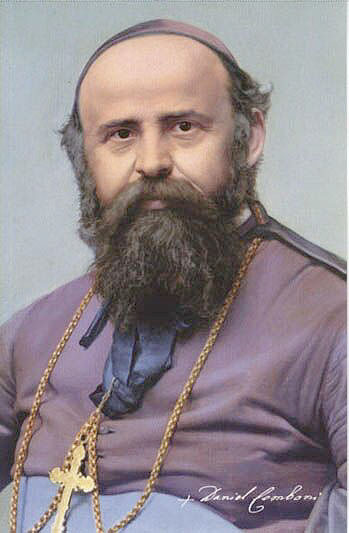
San Daniele Comboni

L'onomastico può essere festeggiato in memoria di numerosi santi, alle date seguenti:
- 3 gennaio, san Daniele di Padova, diacono e martire[4]
- 16 febbraio, san Daniele, martire con altri compagni a Cesarea marittima[4]
- 28 febbraio, beato Daniel Brottier, missionario spiritano[4]
- 4 marzo, san Daniele di Russia, primo Gran Principe di Mosca[4]
- 31 marzo, beato Daniele de Ungrispach, camaldolese, martire a San Mattia di Murano[4]
- 10 luglio, san Daniele, martire con altri compagni a Nicopoli[4]
- 21 luglio, san Daniele, profeta[4]
- 11 settembre, san Daniele, vescovo di Bangor e abate di Bardsey[4]
- 10 ottobre, san Daniele Comboni, missionario e vescovo di Khartum[4]
- 10 ottobre, san Daniele, religioso e martire con altri compagni a Ceuta sotto i Mori[4]
- 28 novembre, beato Daniele Gomez Lucas, religioso e martire a Paracuellos de Jarama[4]
- 11 dicembre, san Daniele lo Stilita, sacerdote che visse su una colonna a Costantinopoli per trentatré anni[4]
- 21 dicembre, beato Daniele dell'Annunziata, mercedario[4]

## Persone

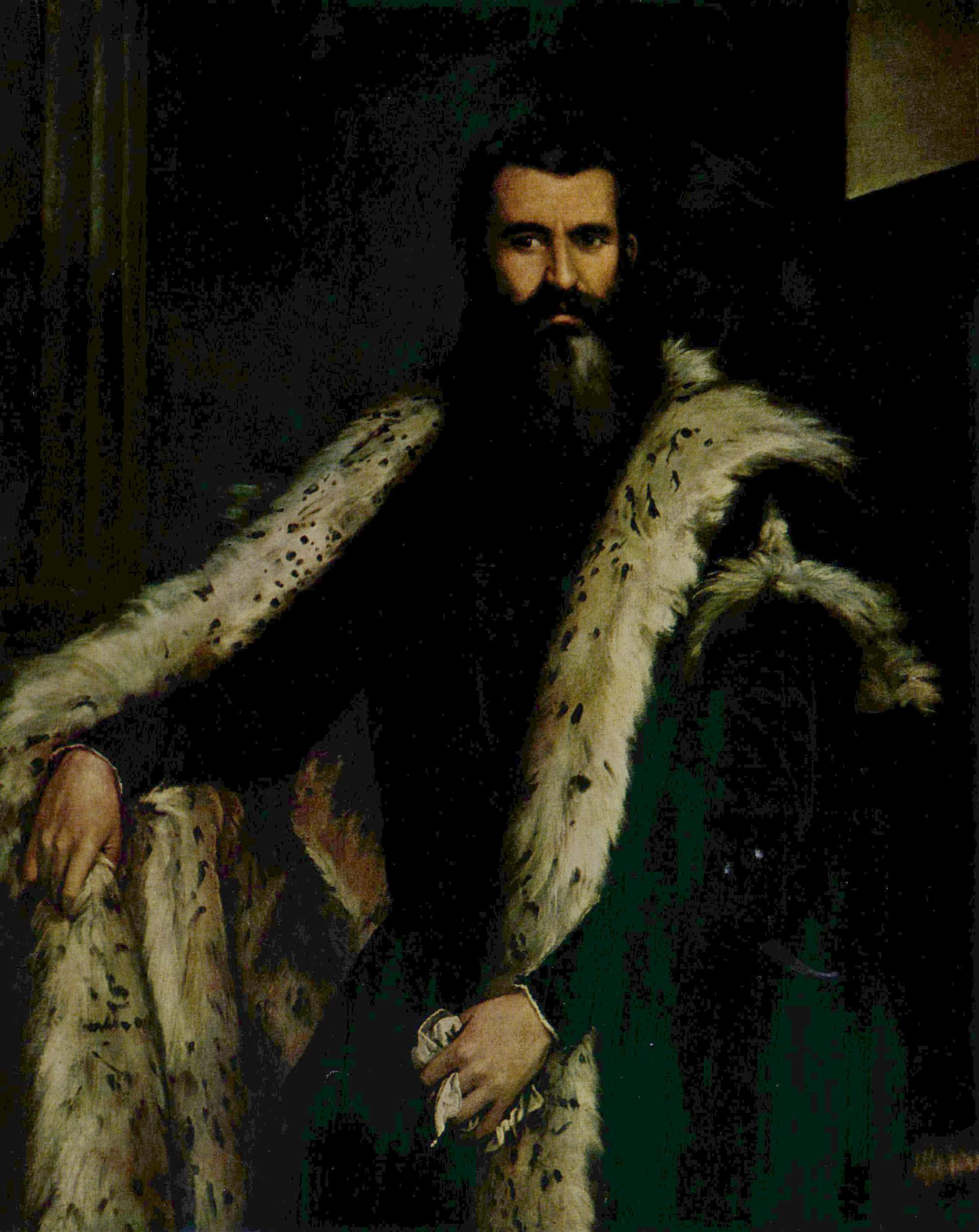
Daniele Barbaro

- Daniele di Russia, nobile e santo russo
- Daniele Barbaro, cardinale, patriarca cattolico e umanista italiano
- Daniele Bennati, ciclista su strada italiano
- Daniele Bossari, conduttore radiofonico e televisivo italiano
- Daniele Comboni, vescovo cattolico, missionario e santo italiano
- Daniele D'Anza, regista e sceneggiatore italiano
- Daniele De Rossi, calciatore italiano
- Daniele Groff, cantautore italiano
- Daniele Liotti, attore italiano
- Daniele Luttazzi, attore, comico, scrittore e musicista italiano
- Daniele Manin, patriota e politico italiano
- Daniele Pace, cantante, paroliere e compositore italiano
- Daniele Pecci, attore italiano
- Daniele Silvestri, cantautore italiano

### Variante Daniel

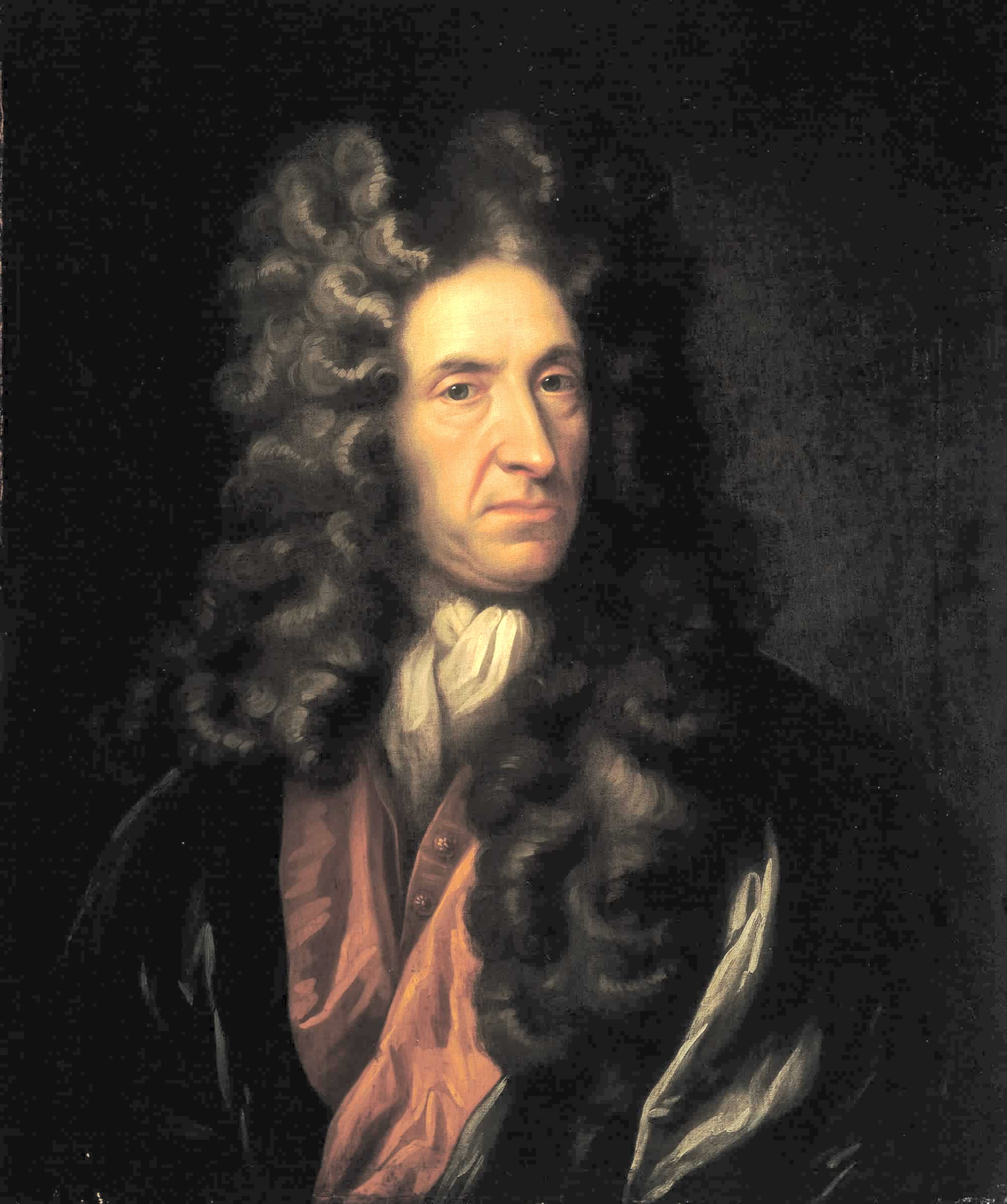
Daniel Defoe

- Daniel Alexander Cvetkovic, rapper svedese
- Daniel Auber, compositore francese
- Daniel Craig, attore britannico
- Daniel Day-Lewis, attore britannico
- Daniel Defoe, scrittore britannico
- Daniel Elena, copilota di rally monegasco
- Daniel Küblböck, cantante tedesco
- Daniel Pedrosa, pilota motociclistico spagnolo
- Daniel Pennac, scrittore francese
- Daniel Radcliffe, attore britannico
- Daniel Ricciardo, pilota automobilistico australiano
- Daniel Sahuleka, cantautore indonesiano
- Daniel Sharman, attore britannico

### Variante Daniël

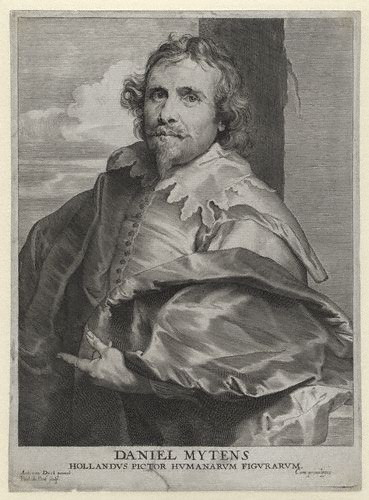
Daniël Mijtens

- Pierre Daniël Chantepie de la Saussaye, storico delle religioni olandese
- Daniël de Jong, pilota automobilistico olandese
- Daniël de Ridder, calciatore olandese
- Daniël Mijtens, pittore olandese
- Daniël Noteboom, scacchista olandese

### Variante Dániel
- Dániel Berzsenyi, poeta ungherese

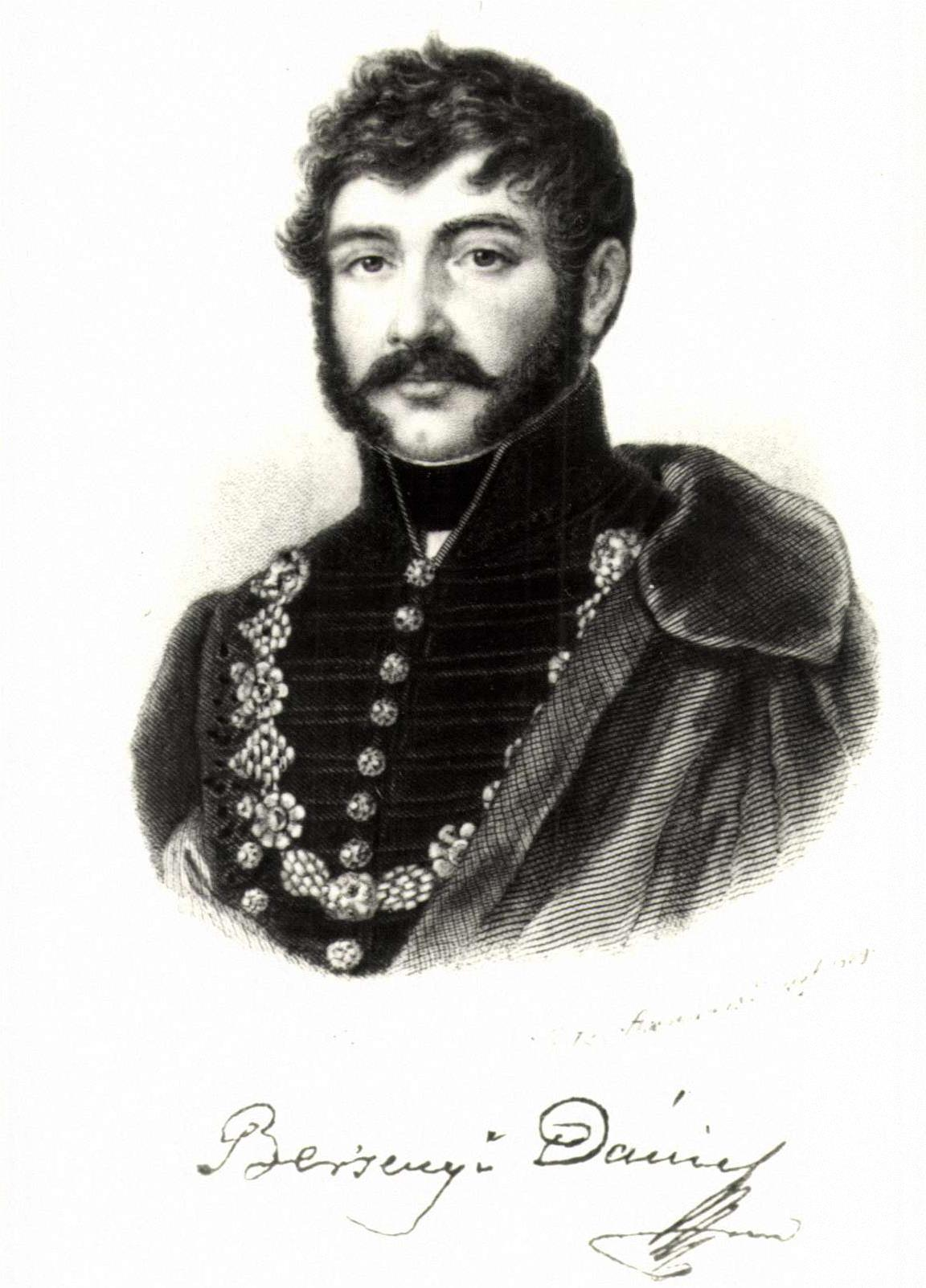
Dániel Berzsenyi

- Dániel Gyurta, nuotatore ungherese
- Dániel Kiss, ostacolista ungherese
- Dániel Magay, schermidore ungherese
- Dániel Tőzsér, calciatore ungherese
- Dániel Varga, pallanuotista ungherese

### Variante Danijel
- Danijel Aleksić, calciatore serbo

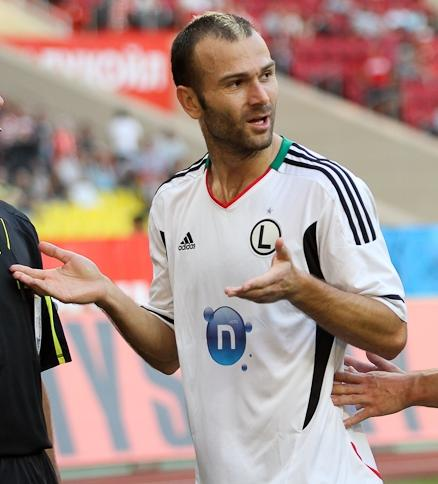
Danijel Ljuboja

- Danijel Brezič, calciatore sloveno
- Danijel Cesarec, calciatore croato
- Danijel Jusup, allenatore di pallacanestro croato
- Danijel Ljuboja, calciatore serbo
- Danijel Pantič, giocatore di calcio a 5 sloveno
- Danijel Pranjić, calciatore croato
- Danijel Premerl, calciatore jugoslavo
- Danijel Premuš, pallanuotista croato naturalizzato italiano
- Danijel Radiček, calciatore croato
- Danijel Šarić, pallamanista bosniaco
- Danijel Stojanović, calciatore croato
- Danijel Subašić, calciatore croato
- Danijel Subotić, calciatore bosniaco naturalizzato svizzero
- Danijel Žeželj, fumettista, illustratore e pittore croato

### Variante Danilo
- Danilo Bertazzi, attore italiano

Danilo Dolci

- Danilo Luiz da Silva, calciatore brasiliano
- Danilo De Girolamo, attore, doppiatore e direttore del doppiaggio italiano
- Danilo Di Luca, ciclista su strada italiano
- Danilo Dolci, sociologo, poeta, educatore e attivista italiano
- Danilo Gallinari, cestista italiano
- Danilo Mainardi, etologo italiano
- Danilo Martelli, calciatore italiano
- Danilo Rea, pianista italiano
- Danilo Sacco, musicista e cantante italiano

### Variante Daniil
- Daniil Varfolomeevič Avdeev, militare e partigiano sovietico
- Daniil Čërnyj, pittore russo
- Daniil Charms, scrittore, poeta e drammaturgo sovietico
- Daniil Semënovič Ėl'men', imprenditore, economista e politico russo
- Daniil Aleksandrovič Granin, scrittore russo
- Daniil Nikitič Kašin, compositore russo
- Daniil Sobčenko, hockeista su ghiaccio ucraino
- Daniil Trifonov, pianista russo
- Daniil Kvjat, pilota automobilistico russo

### Variante Dan

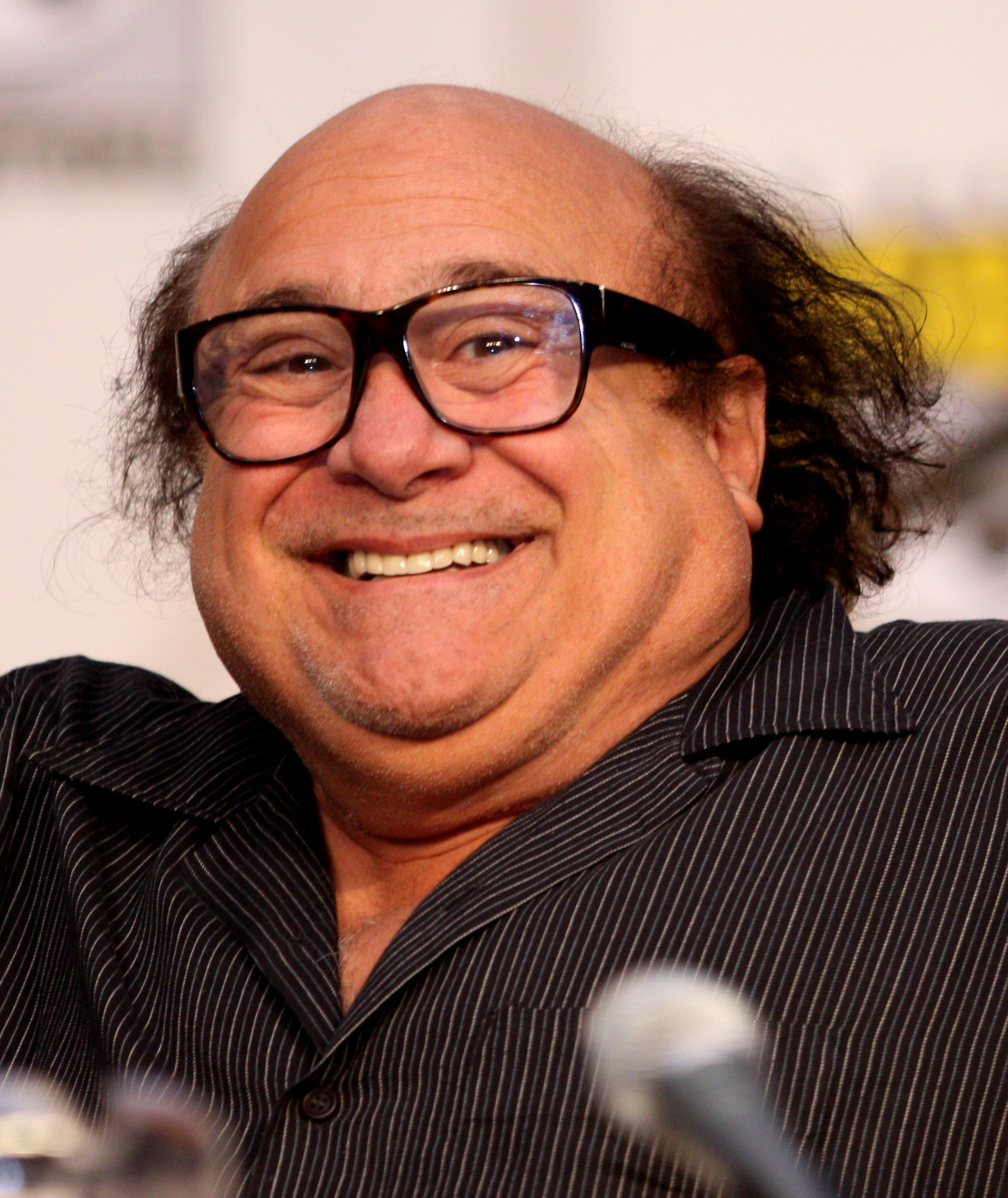
Danny DeVito

- Dan Aykroyd, attore, sceneggiatore, musicista e cantante canadese naturalizzato statunitense
- Dan Bălan, cantante, produttore discografico e compositore moldavo
- Dan Brown, scrittore statunitense
- Dan Deacon, musicista statunitense
- Dan Peterson, allenatore di pallacanestro, giornalista e telecronista sportivo statunitense
- Dan Stevens, attore britannico

### Variante Danny
- Danny Boyle, regista, sceneggiatore e produttore cinematografico britannico
- Danny DeVito, attore, regista e produttore cinematografico statunitense
- Danny Elfman, cantante, compositore e attore statunitense
- Danny Glover, attore e regista statunitense
- Danny Granger, cestista statunitense
- Danny Griffin, ex calciatore nordirlandese
- Danny Griffin, attore e modello britannico
- Danny Kaye comico, cantante, ballerino e attivista statunitense
- Danny Trejo, attore statunitense
- Danny Webb, pilota motociclistico britannico

### Altre varianti
- Daan Bovenberg, calciatore olandese
- Daan Breeuwsma, pattinatore di short track olandese
- Dănuț Coman, calciatore rumeno
- Daan Jippes, fumettista olandese
- Dănuț Lupu, calciatore rumeno
- Daniils Turkovs, calciatore lettone

## Il nome nelle arti
- Daniel è il protagonista del cartone animato Daniel Tiger.
- Daniele Cortis è un personaggio dell'omonimo romanzo di Antonio Fogazzaro, e dell'omonimo film da esso tratto, diretto da Mario Soldati.
- Danilo Danilowitsch è un personaggio dell'operetta di Franz Lehár La vedova allegra.
- Daniel Esquivel è un personaggio della telenovela Grachi.
- Daniel J. D'Arby é un personaggio de Le bizzarre avventure di JoJo.
- Daniel Greyson è un personaggio della serie televisiva Revenge.
- Daniel Grigori è il protagonista della saga letteraria Fallen, scritta da Lauren Kate
- Daniel Humphrey è uno dei personaggi principali di Gossip Girl.
- Daniel LaRusso è il protagonista della serie di film Karate Kid.
- Daniele Pontipee (nome originale Daniel Pontipee) è un personaggio del film del 1954 Sette spose per sette fratelli e dei musical teatrali tratti da esso.
- Daniele Rutelli è un personaggio della serie televisiva I ragazzi della 3ª C.
- Daniel Sempere è il protagonista del romanzo di Carlos Ruiz Zafón L'ombra del vento.
- Danny Walker è un personaggio del film Pearl Harbor (film)
- Daniel "Danny" Wheeler è un personaggio della sitcom Baby Daddy.
- Danny Zuko è il protagonista del film del 1978 Grease, diretto da Randal Kleiser.
- Daniel è una canzone di Elton John
- Daniel è una canzone dei Bat for Lashes
- Daniel "Danny" Torrance è il protagonista del romanzo horror Shining dello scrittore statunitense Stephen King.
- Cuoco Danilo è un personaggio della serie tv Melevisione.
- Dan Maverick è un personaggio della miniserie televisiva The Generi.